# Salvador Jorge Blanco
José Salvador Omar Jorge Blanco, conhecido mais como Salvador Jorge Blanco (5 de julho de 1926 - 26 de dezembro de 2010) foi um político, advogado e escritor dominicano. Salvador Jorge Blanco foi o 48.º presidente da República Dominicana, no período de 1982 a 1986.